# Liparis mednius
Liparis mednius är en fiskart som först beskrevs av Soldatov, 1930.  Liparis mednius ingår i släktet Liparis och familjen Liparidae. Inga underarter finns listade i Catalogue of Life.